# Стимпсон, Уильям (зоолог)
Уильям Стимпсон (William Stimpson, 1832—1872) — американский зоолог, специализировавшийся на морских беспозвоночных.

## Биография
Уильям Стимпсон родился 14 февраля 1832 года в Роксбери, штат Массачусетс, США, в семье Герберта Стимпсона и Мэри Энн Деверью Брюэр. В 14 лет он знакомится с сочинением Огастуса Гулда «Invertebrata of Massachusetts», которое пробудило в нём интерес к естественной истории. В 1848 году он успешно окончил школу.
С 1850 по 1852 год он учился в Гарвардском университете под руководством Луи Агассиса. В 1853 году в возрасте 21 года Стимпсон принял участие в экспедиции по изучению фауны Северной части Тихого океана, в том числе Баренцева моря и Японии. В этой экспедиции, длившейся 4 года он собрал 5300 видов морской фауны, в том числе 1970 видов моллюсков. 28 июля 1864 года Уильям Стимпсон женился на Энни Гордон. У них было трое детей. В 1868 году в возрасте 36 лет он стал член-корреспондентом Национальной Академии наук. Уильям Стимпсон умер от туберкулёза 26 мая 1872 года в своём доме в Илчестере.
Он описал 948 новых для науки видов морской фауны, в том числе 33 вида моллюсков (9 видов двустворчатых и 24 брюхоногих).

## Почести
В честь Уильяма Стимпсона названы многие виды морских животных:
| - Amphiura stimpsoni - Americorophium stimpsoni - Anthothoe stimpsoni - Bathycongrus stimpsoni - Beringius stimpsoni - Colus stimpsoni - Conus stimpsoni - Corophium stimpsoni - Coryphella stimpsoni - Cuthona stimpsoni - Eupleura stimpsoni | - Gastrochaena stimpsoni - Haloclava stimpsoni - Heptacarpus stimpsoni - Liomesus stimpsoni - Munida stimpsoni - Neocorycodus stimpsoni - Pagurus stimpsoni - Panulirus stimpsoni - Parisocladus stimpsoni - Placiphorella stimpsoni - Porcellana stimpsoni | - Sicydium stimpsoni - Sicyonia stimpsoni - Sicyopterus stimpsoni - Solaster stimpsoni - Stilifer stimpsoni - Thracia stimpsoni - Transennella stimpsoni - Troglocarcinus stimpsoni - Truncatella stimpsoni - Turbonilla stimpsoni - Turritellopsis stimpsoni |

## Сочинения
- A Revision and Synonymy of the Mestraceous Mollusks of New England (1851)
- Synopsis of the Marine Invertebrata of Grand Manan (1853)
- Notes on North American Crustacea (1859)